# غاري سميث (كاتب أغاني)
غاري سميث (بالإنجليزية: Gary Smith)‏ هو كاتب أغاني أمريكي، ولد في 8 مارس 1950 في فينيكس في الولايات المتحدة.